# 미국의 배우 목록

## 다
- 마가렛 데일
- 밀라 데이븐포트
- 밀피비 데이비스
- 제시 바트렛 데이비스
- 페이 데이비스
- 앨리스 데이븐포트
- 헬렌 도브레이

## 라
- 주세 피나모르 락치

## 바
- 에밀리 반커
- 샬럿 메리 샌포드 반즈
- 마리 버로우즈
- 사라 힐드리스 버틀러
- 이자벨 베이트만
- 케이트 조세핀 베이트먼
- 시드니 프란시스 베이트먼
- 블랜치 베이츠
- 노라 베이즈
- 루이스 보데뎃
- 벨 보이드
- 제시 본셀레
- 메리 볼랜드
- 아그네스 부스
- 코라 어 큐하트 브라운포터
- 릴리안 블라우벨트
- 엘리자 비스카치아니

## 사
- 엘레오노라 데 시스네로스

## 아
- 아멜리아 홀맨 길페 르트
- 에이다 아디니
- 베시 아보트
- 수잔 아담스
- 피렌체 애들레이드 포울 아담스
- 페른 안드라
- 비올라 알렌
- 사라 애들러
- 엠마 애보트
- 메리 앤더슨

## 차
- 에디스 채프먼
- 캐롤라인 채프먼
- 헨리에타 베이커 챈프라우

## 카
- 레슬리 카터
- 베아트리체 카메론
- 루이스 카버
- 조지아 카이반
- 엠마 카우스
- 나네트 컴스톡
- 마리 케이힐
- 조지아 케인
- 패니 코간
- 매 코스텔로
- 마벨 길먼 코리
- 로라 세드윅 콜린스
- 케이트 콘돈
- 사라 크로커 콘웨이
- 샬롯 쿠시먼
- 폴린 쿠슈 만
- 에틸 쿡
- 마르셀라 크래프트
- 로타 크랩트리
- 엘리자베스 크로커
- 로라 호프 크루즈
- 헨리에타 크로스먼
- 마거리트 클락
- 케이트 클락스턴
- 에이다 클레어
- 엘라 마리아 디 에츠 크리머
- 조세핀 클리프톤